# Котељники
Котељники (рус. Котельники) град је у Русији у Московској области. Према попису становништва из 2010. у граду је живело 32338 становника.

## Становништво
| 1939. | 1959.  | 1970.  | 1979.  | 1989.  | 2002.  | 2010.  |
| ----- | ------ | ------ | ------ | ------ | ------ | ------ |
| 6.600 | 13.792 | 14.857 | 15.855 | 17.456 | 17.747 | 32.338 |